# Plocoglottis quadrifolia
Plocoglottis quadrifolia är en orkidéart som beskrevs av Johannes Jacobus Smith. Plocoglottis quadrifolia ingår i släktet Plocoglottis och familjen orkidéer. Inga underarter finns listade i Catalogue of Life.